# Jacob Palis
Jacob Palis Júnior (Uberaba, 15 de março de 1940 – Rio de Janeiro, 7 de maio de 2025) foi um matemático brasileiro. Palis recebeu o Prêmio Balzan em 2010 por suas contribuições à teoria dos sistemas dinâmicos.
Formado em engenharia pela então Universidade do Brasil (atual UFRJ), pós graduou-se em na Universidade da Califórnia em Berkeley sob orientação de Stephen Smale. Desde 1973 foi professor do Instituto Nacional de Matemática Pura e Aplicada (IMPA), sendo diretor do instituto de 1993 a 2003.
Palis contribuiu para a expansão da grade curricular da matemática no Brasil. Foi o presidente da Academia Brasileira de Ciências, de 2007 a 2016, e da Academia de Ciências dos Países em Desenvolvimento (TWAS). Foi coordenador do Instituto do Milênio ("Avanço Global e Integrado da Matemática Brasileira"). Foi membro estrangeiro da Academia Nacional de Ciências dos Estados Unidos, da Accademia dei Lincei, da Academia da China, da Academia Leopoldina, da Academia das Ciências de Lisboa e da Académie des Sciences.

## Biografia
Jacob Palis nasceu em Uberaba, Minas Gerais. Seu pai era um imigrante libanês, e sua mãe uma imigrante síria. O casal teve oito filhos (cinco homens e três mulheres), sendo Jacob o mais novo. O pai era um comerciante, dono de uma grande loja, e apoiou e financiou os estudos de seus filhos. Jacob disse que seu gosto por matemática já se manifestava desde criança, tendo aprendido os elementos de matemática em tenra idade.
Aos 16 anos, Jacob mudou-se para o Rio de Janeiro para cursar engenharia na Universidade do Brasil (atual Universidade Federal do Rio de Janeiro), onde foi aprovado em primeiro lugar no vestibular, mas não tinha idade para ser aceito. Prestou então vestibular novamente um ano depois, tendo novamente obtido a primeira colocação. Concluiu o curso em 1962, com louvor e recebendo o prêmio de melhor aluno.
Em 1964 mudou-se para os Estados Unidos. Em 1966 obteve seu mestrado em matemática sob a orientação de Stephen Smale, e em 1968 seu doutorado, também com Smale como orientador.
Em 1968 regressou ao Brasil e tornou-se pesquisador do Instituto Nacional de Matemática Pura e Aplicada (IMPA).
Morreu em 7 de maio de 2025, aos 85 anos, no Rio de Janeiro.

## Premiações
- Prêmio Balzan: 2010[13]
- Prêmio Faz Diferença do jornal O Globo: 2010